# Reserva Natural de Karinõmme
A Reserva Natural de Karinõmme é uma reserva natural localizada no condado de Pärnu, na Estónia.
A área da reserva natural é de 389 hectares.
A área protegida foi fundada em 2006 para proteger valiosos tipos de habitat e espécies ameaçadas nas aldeias de Karinõmme e Tarva (ambas na antiga freguesia de Koonga).